# Rio Itapurã
O rio Itapurã é um curso de água do estado de Santa Catarina, no Brasil. 
Nasce na serra do Espigão (parte da Serra Geral, próximo à cidade de Santa Terezinha e corre do sul para o norte por cerca de 30 km quando, ao receber as águas de um afluente torna-se o rio Itajaí do Norte que corre para o leste.